# Pekariji
Pekariji ali svinje popkarice (znanstveno ime Tayassuidae) so družina prašičem podobnih sodoprstih kopitarjev, ki živijo v Južni in Srednji Ameriki. Znane so tri danes živeče vrste, vsaka v svojem rodu: belovrati pekari (Pecari tajacu), belobradi pekari (Tayassu pecari) in Wagnerjev pekari (Catagonus wagneri), medtem ko so fosilni ostanki mnogo bolj raznoliki in posejani po vsej Ameriki.

## Opis
Imajo čokato telo na dolgih, vitkih nogah in, podobno kot prašiči, majhne oči ter hrustančen disk na koncu rilca, s katerim rijejo po tleh. Tako kot prašiči hodijo po srednjih dveh prstih. Od prašičev jih najlažje ločimo po ušesih, ki so pri pekarijih majhna in zaobljena. Vrste se navzven ločujejo po velikosti in barvi kožuha.
Pekariji so vsejede živali, pri čemer glavnino prehrane predstavljajo korenine, plodovi in semena rastlin, ki jih izkopavajo oz. trejo z močnimi čekani ter čeljustnimi mišicami. Za razliko od prašičev so družabne živali, ki se združujejo v trope. Trop vzpostavi teritorij in ga agresivno brani pred vsiljivci. Za označevanje teritorija in pripadnosti tropu uporabljajo izločke podočesnih žlez. Njihovi glavni naravni sovražniki so pume in jaguarji, belovrati pekari pa velja za škodljivca na njivah in so ga kmetje ponekod krajevno že iztrebili. Ogroža jih tudi lov za hrano in uničevanje habitatov, posebej Wagnerjevega pekarija, ki je najredkejši in je bil odkrit ter formalno opisan šele leta 1975.
- belovrati pekari
- belobradi pekari
- Wagnerjev pekari